# Natthakarn Aphaiwonk
 (février 2020).
Natthakarn Aphaiwonk, née à Sakhon Nakhon (nord-est de la Thaïlande) en 1966, est une actrice thaïlandaise.

## Biographie
Adolescente, Natthakarn Aphaiwonk exerce de multiples petits emplois tels que serveuse, télévendeuse et marchande de rue.
Dans les années 1980-1990, adulte, pendant 11 ans, elle dirige avec son mari une salle de cinéma itinérante (au début des années 1980, près de 1 500 à 2 000 camions-ciné et bateaux-ciné sillonnent la Thaïlande pour projeter des films en plein air comme le montrent les films Monrak Transistor et Le pensionnat) et, ensemble, ils organisent des projections de films dans tout le nord-est de la Thaïlande.
Puis elle donne de son temps à un temple bouddhiste et ensuite s'installe à Bangkok.
De 2003 à 2010, elle chante presque tous les soirs dans un restaurant de la capitale.
Nattakarn Aphaiwonk est, à l'âge de 44 ans, l'actrice principale (avec Jenjira Pongpas) du film thaïlandais de Apichatpong Weerasethakul, Palme d'or à Cannes en 2010, Oncle Boonmee, celui qui se souvient de ses vies antérieures. Pour donner à Nattakarn Aphaiwonk, la femme de Boonmee, une apparence spectrale, Apichatpong Weerasethakul utilise l'artisanal système cinématographique de miroir à la Cocteau.

## Filmographie
- 2010 : Oncle Boonmee, celui qui se souvient de ses vies antérieures[7]